# Vlag van Weesp

De vlag van Weesp
(ca. 2000-2022)

De vlag van Weesp is de vlag van de voormalige Noord-Hollandse gemeente Weesp. Deze vlag is op 28 juni 1973 en later omstreeks 2000 in iets gewijzigde vorm door de gemeenteraad vastgesteld, met de volgende beschrijving:
Drie even hoge horizontale banen, van boven naar beneden blauw, wit en blauw met in de witte baan in het midden in zwart de letters WS.
De banen op de vlag zijn gelijk aan die op de vroegere vlag van Muiden, te weten drie horizontale banen blauw, wit, blauw. Weesp heeft in de witte baan in het zwart de letters WS, Muiden had de letters MD.
Voordat de beide steden gelijke vlaggen kregen, na een besluit van de Staten van Holland van 13 juli 1595, hadden de steden vlaggen die gelijk waren aan de stadswapens. De Staten van Holland besloot hier een einde aan te maken omdat de beide steden tol vroegen aan voorbij varende schepen, maar een uitzondering maakten voor schepen die de stad zelf als thuishaven hadden. De schippers draaiden de vlag een kwartslag om tol te ontlopen.
Op 24 maart 2022 is de gemeente Weesp opgegaan in de gemeente Amsterdam, waarmee de vlag als gemeentevlag kwam te vervallen. 

## Officieuze vlag
Sierksma vermeldt in 1962 een officieuze vlag voor Weesp, met twee even hoge banen van blauw en wit.

## Vorige vlaggen

De stadsvlag van Weesp voor 1595
De officieuze gemeentevlag van Weesp (voor 1973)
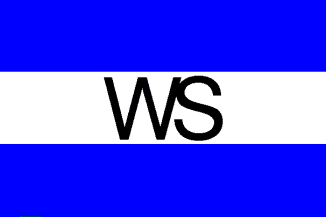
De gemeentevlag van Weesp (1973-2000)

## Verwante symbolen

Het wapen van Weesp
De stadsvlag van Muiden voor 1595
De vlag van Muiden van 1595 tot 1963

Akersloot
· Andijk
· Anna Paulowna 
· Assendelft 
· Beemster 
· Bennebroek 
· Blokker 
· Broek in Waterland 
· Bussum 
· Callantsoog 
· Edam 
· Egmond 
· Egmond aan Zee 
· Egmond-Binnen 
· Graft-De Rijp 
· 's-Graveland 
· Haarlemmerliede en Spaarnwoude 
· Harenkarspel 
· Heerhugowaard 
· Hensbroek 
· Hoogwoud 
· Ilpendam 
· Jisp 
· Krommenie 
· Langedijk 
· Limmen 
· Marken 
· Midwoud 
· Monnickendam 
· Muiden 
· Naarden 
· Nederhorst den Berg 
· Nibbixwoud 
· Niedorp 
· Noorder-Koggenland 
· Obdam 
· Opperdoes 
· Schermer 
· Schermerhorn 
· Schoorl 
· Sint Maarten 
· Terschelling 
· Terschelling en Vlieland 
· Twisk 
· Venhuizen 
· Vlieland 
· Warmenhuizen
· Weesp
· Wervershoof 
· Wester-Koggenland 
· Westwoud 
· Westzaan 
· Wieringen 
· Wieringermeer 
· Wijdewormer 
· Wognum 
· Wormer 
· Wormerveer 
· Zaandam 
· Zaandijk 
· Zeevang 
· Zijpe
Abbekerk
· Assendelft
· Bergen
· Bovenkarspel
· Buitenveldert
· Bussum
· De Rijp
· Driemond
· Groet
· Grootschermer
· Graft
· Hauwert
· Huisduinen
· Julianadorp
· Koog aan de Zaan
· Krommenie
· Krommeniedijk
· Lambertschaag
· Marken
· Middelie
· Muiden
· Muiderberg
· Naarden
· Nauerna
· Nibbixwoud
· Nieuw-Vennep
· Omval
· Opperdoes
· Rijsenhout
· Sijbekarspel
· Sint Pancras
· Sloten
· Spaarndam
· Vogelenzang
· Weesp
· Wijk aan Zee
· Wormerveer
· Zaandijk
· Zwaagdijk-West